# Sybra neopomeriana
Sybra neopomeriana es una especie de escarabajo del género Sybra, familia Cerambycidae. Fue descrita científicamente por Breuning en 1939.
Habita en Papúa Nueva Guinea. Esta especie mide 7-10 mm.